# Polyèdre uniforme étoilé

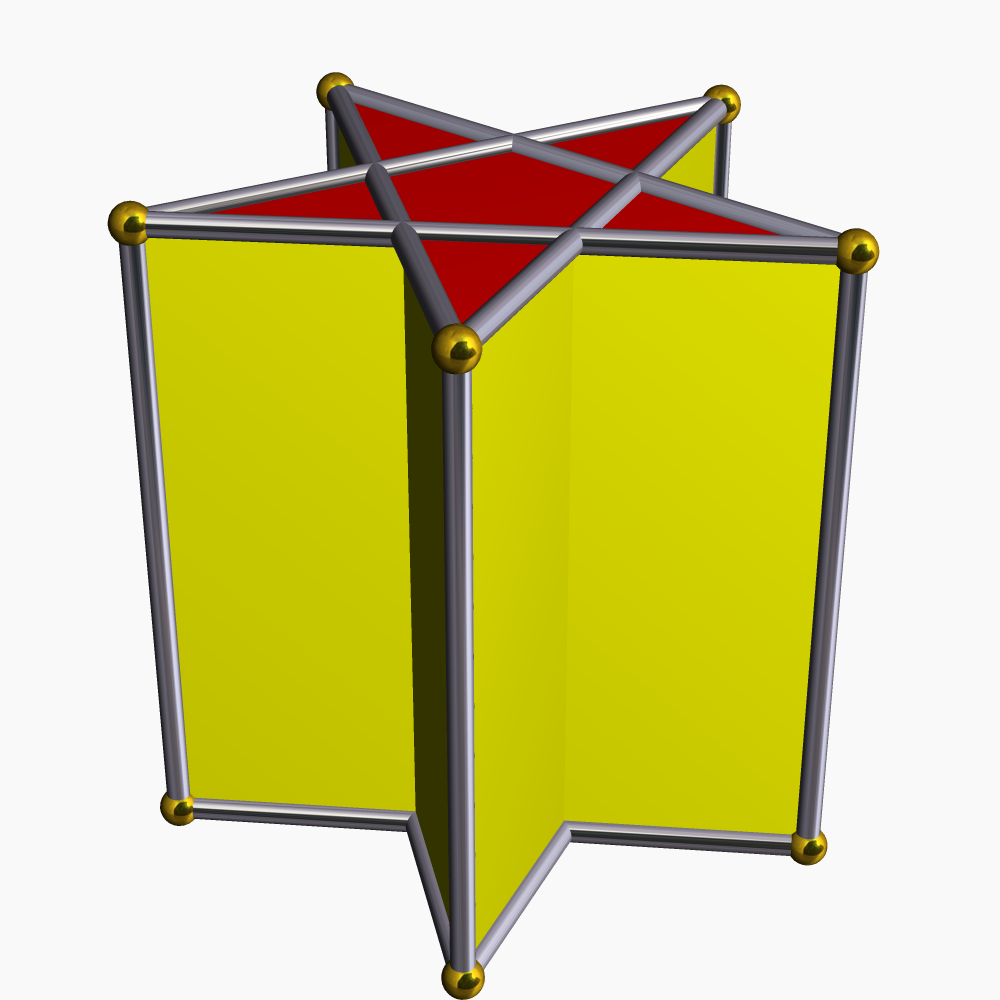
Un prisme pentagrammique, avec une figure de sommet 4.4.5/2

En géométrie, un polyèdre uniforme non convexe, ou polyèdre étoilé uniforme, est un polyèdre uniforme auto-coupant. Il peut contenir soit des faces polygonales non convexes, des figures de sommet non convexes ou les deux.
Dans l'ensemble complet des 53 polyèdres étoilés uniformes non prismatiques, il y a les 4 réguliers, appelés les solides de Kepler-Poinsot.
Il existe aussi deux ensembles infinis de prismes étoilés uniformes et des antiprismes étoilés uniformes. 
Ici, nous voyons deux exemples de polyèdres étoilés, le premier avec cinq faces pentagrammiques par sommet dans une figure de sommet pentagonale, et le deuxième avec cinq triangles par sommet dans une figure de sommet pentagrammique :
| Petit dodécaèdre étoilé Faces non convexes : figure de sommet 5/2.5/2.5/2.5/2.5/2 | Grand icosaèdre Figure de sommet non convexe : (3.3.3.3.3)/2 |